# 張世良
張世良（1942年7月7日—），台灣政治人物，曾經代表中國國民黨和新黨任職立法委員。
藝人任家萱前夫張承中的父親。

## 外部連結
- 立法院 （页面存档备份，存于）